# 1937 en Nouvelle-Écosse
Chronologie de la Nouvelle-Écosse
- 1933
- 1934
- 1935
- 1936
- 1937
- 1938
- 1939
- 1940
- 1941

Cette page concerne des événements d'actualité qui se sont produits durant l'année 1937 dans la province canadienne de la Nouvelle-Écosse.

## Politique
- Premier ministre : Angus L. Macdonald
- Chef de l'Opposition :
- Lieutenant-gouverneur : Walter Harold Covert puis Robert Irwin
- Législature :

## Événements
- 10 février : fondation du journal Le Courrier de la Nouvelle-Écosse.

## Décès

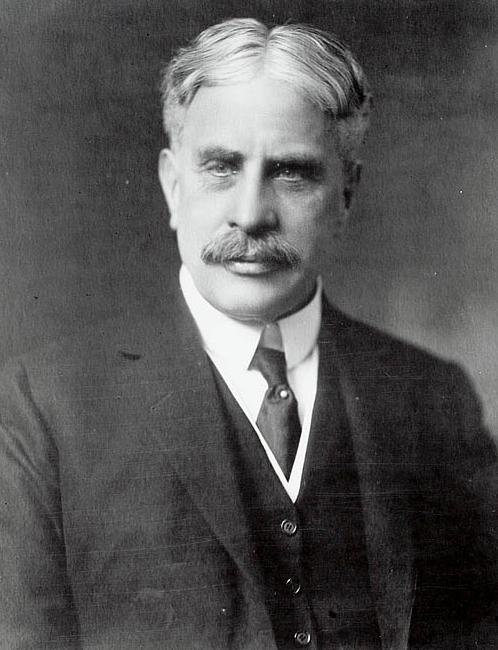
Sir Robert Laird Borden

- 17 février : Charles Hill Mailes (né le 25 mai 1870 Halifax et mort à Los Angeles aux États-Unis) est un acteur canadien du cinéma muet.

- 10 juin : Robert Laird Borden (né le 26 juin 1854) est le 8e Premier ministre du Canada, du 10 octobre 1911 au 10 juillet 1920. Il fut le troisième néo-écossais à occuper ce poste.